# Fletnia Pana

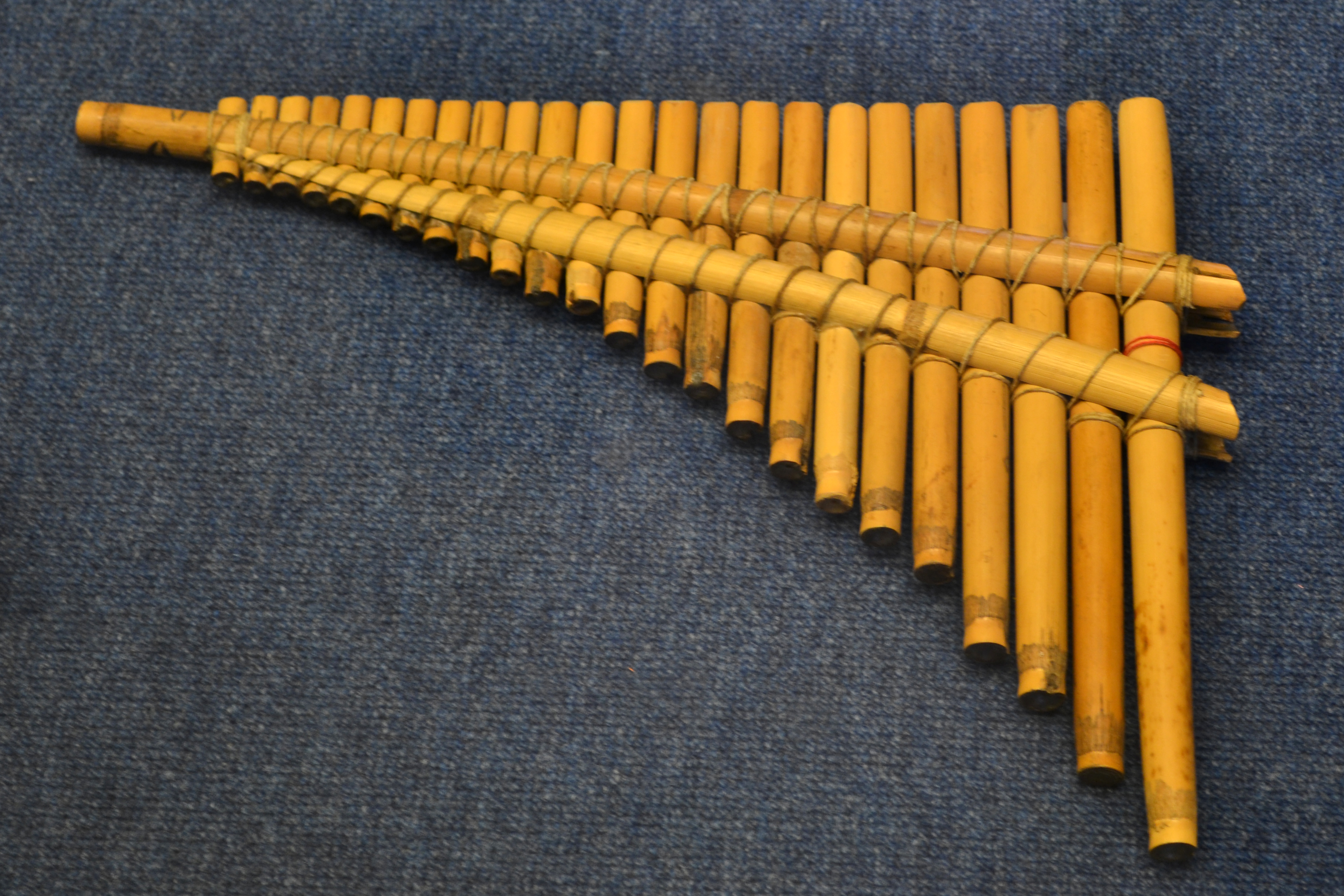
Fletnia Pana z poł. XIX wieku, rodzina Brambilla, Bernareggio. Muzeum Instrumentów Muzycznych Castello Sforzesco w Mediolanie.

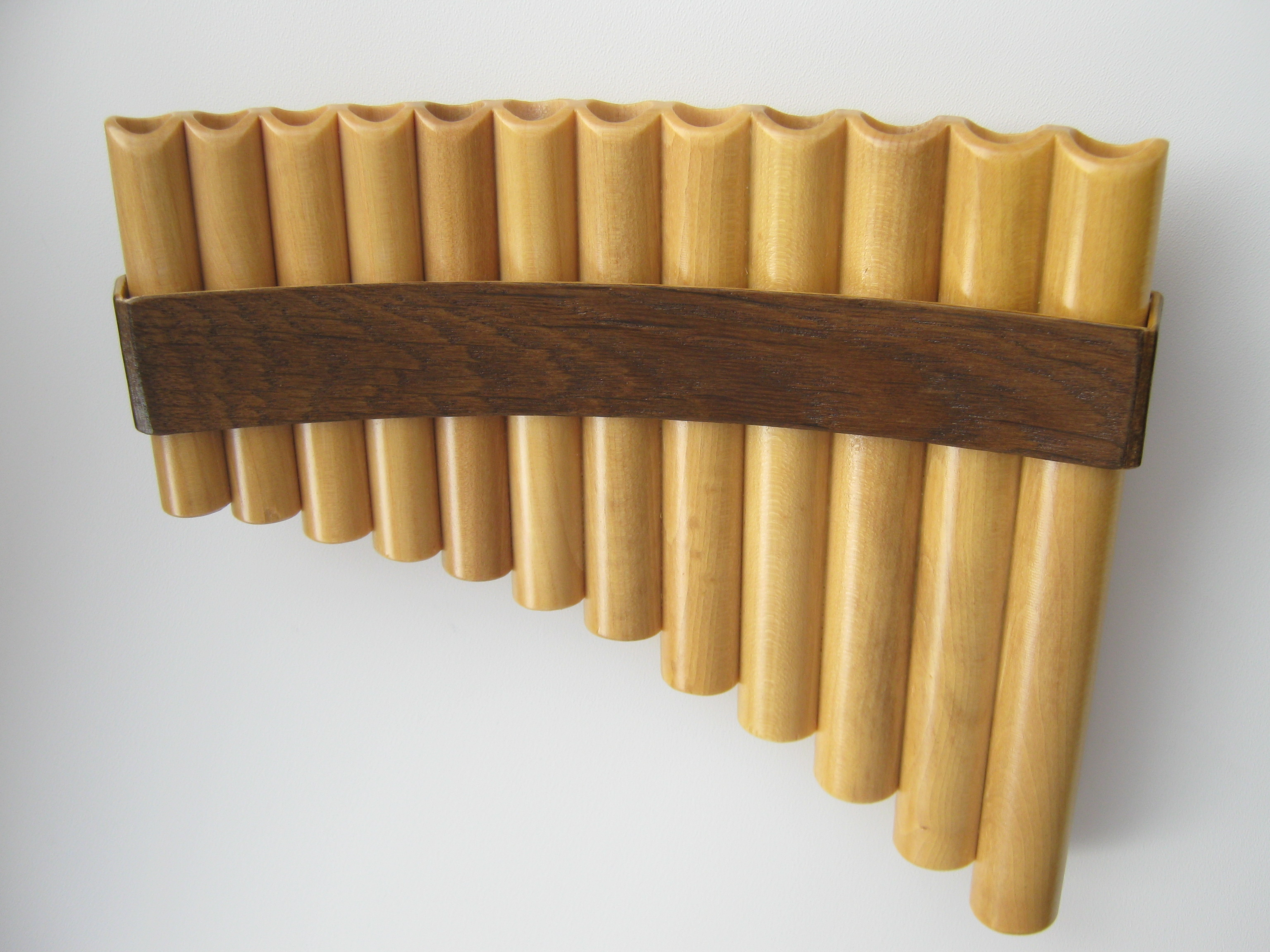
Współczesna jednorzędowa fletnia Pana produkcji polskiej.

Fletnia Pana (także syringa, syrynga, syrinks, gr. σῦριγξ syrinks, łac. syrinx; multanki) – instrument muzyczny zaliczany do grupy aerofonów wargowych oraz instrumentów dętych drewnianych. 

## Opis

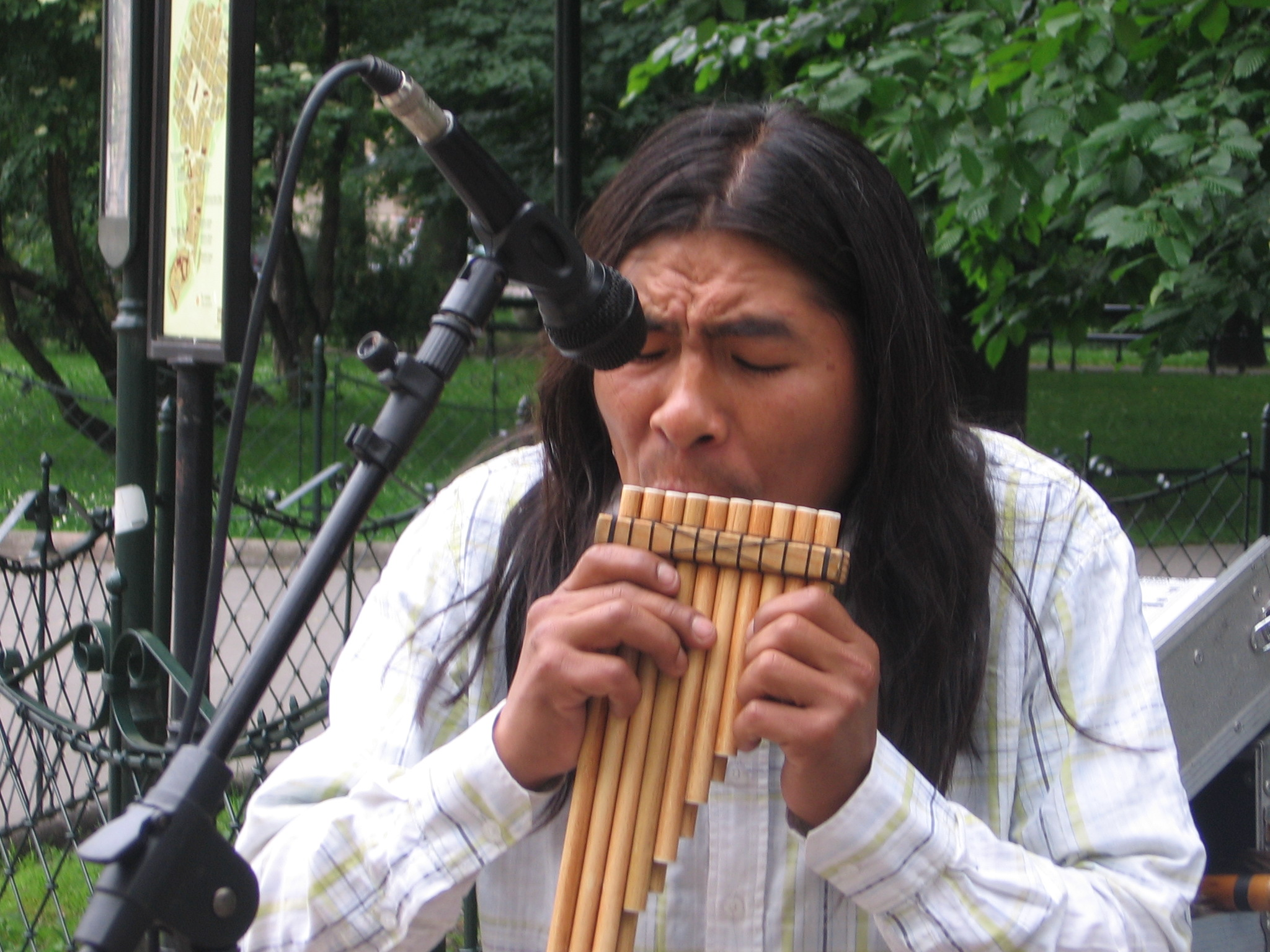
Instrumentaista andyjski grający na fletni Pana.

Składa się z szeregu drewnianych piszczałek, ułożonych w jednym lub dwóch rzędach. Dźwięki są wydobywane poprzez dmuchanie w krawędzie otworów piszczałek.
Piszczałki wykonywano pierwotnie z pustych łodyg lasecznicy (por. mit o Syrinks). Materiały obecnie stosowane do produkcji tego instrumentu to bambus, drewno klonowe (klon jawor), drewno z niektórych gatunków drzew owocowych – np. śliwy, gruszy, czereśni, a także szkło itp.

## W tradycji
Nazwa instrumentu i jego powstanie wiąże się z mitem o hamadriadzie Syrinks. Według mitologii greckiej na fletni grywał opiekun pasterzy i trzód – bożek Pan, oraz satyrowie. Obecnie instrument ten spotyka się w niektórych krajach Europy, w Azji, Afryce i Ameryce Południowej. Współcześnie najbardziej znanymi muzykami grającymi na fletni Pana są rumuński artysta Gheorghe Zamfir oraz pochodzący z Polski Edward Simoni.
W klasycznej operze Czarodziejski flet na fletni gra ptasznik Papageno.  

## W kulturze polskiej
Badania archeologiczne pozwalają przypuszczać, że syringa była używana na terenach Polski w czasach kultury łużyckiej. Szczytowym okresem popularności był renesans, gdy nazywano instrument multankami (nazwa ta pochodzi od Multanów – wołoskiej krainy geograficznej Muntenia). Z czasem użycia instrumentu zaniechano, jednakże ślad po nim pozostał w kulturze ludowej, zwłaszcza w kolędach domowych (np. Pasterze śpiewają, na multankach grają. Hej, kolęda, kolęda!).
Fletnia pana, pod nazwą „syrynga” pojawiła się na kartach powieści Jarosława Iwaszkiewicza z 1934 r. pt. „Czerwone tarcze”. Przedstawiając wieczorny taniec przy ognisku pasterzy na Sycylii autor napisał, że jeden z nich przyłożył do warg instrument jakiś, prostacko z krótko przyciętych trzcinek uczyniony, a kiedy zaczął grać trzcinowe organki wydawały nuty nosowe i wysokie.
Obecnie pojawiają się artyści próbujący popularyzować ten instrument w muzyce polskiej (np. Kwartet Jorgi). W 2011 powstała pierwsza w kraju muzyczna sekcja gry na fletni Pana przy Miejskim Ośrodku Kultury w Lesznie, prowadzona przez rumuńskiego fletnistę z Mołdawii, Dumitru Harea.